# 14149 Yakowitz
14149 Yakowitz (1998 SF61) là một tiểu hành tinh vành đai chính.